# 兵营式共产主义
兵营式共产主义（德語：Kasernenkommunismus）是卡尔·马克思、弗里德里希·恩格斯提出的一个概念，用以形容谢尔盖·涅恰耶夫在《未来社会制度的主要基础》中主张的“粗暴的、专制的、原始的”集体主义、官僚主义和共产主义、批判巴枯宁所设想的无政府主义未来社会。“兵营”并非军队的营房，而是沙俄时期许多产业工人所居住的形似营房的屋舍。改革重组时期，“兵营式共产主义”也用来指代斯大林上台至1980年代中期苏联渐趋僵化的政治经济体制。

## 词源
这一概念最早见于马克思、恩格斯1873年合著的《社会主义民主同盟和国际工人协会》，用以形容谢尔盖·涅恰耶夫在《未来社会制度的主要基础》中描述的社会改革计划。涅恰耶夫的原文如下：
实现摆脱现存的社会秩序，根据新的原理来革新生活的方法，只能是把社会存在的一切手段都集中到我们的委员会手中，并且宣布人人都必须从事体力劳动。
    在推翻了现存基础以后，本委员会立即宣布一切都是公共财产，并且建议建立工人团体，同时出版由内行人编写的统计汇编，指出在哪个地区最需要哪几种劳动部门，哪些情况可能妨碍从事哪种工作。
    在规定实行变革的一定日期内以及必然随之而来的混乱时期，每个人都应该自己选择加入某个劳动组合……其余单干的和没有加入工人小组的人，没有正当理由都无权进入公共食堂、公共寝室以及其他任何为了满足工作者兄弟的不同需要而建筑的房屋，或者储藏供已经建立的工人团体的全体成员使用的成品和物资、食品和工具的房屋；总之，谁没有正当理由而不加入组合，谁就没有生存手段。对他说来，一切道路都被堵塞了，一切交通工具都剥夺了，剩下的只有一条出路：或者从事劳动，或者死亡。——《未来社会制度的主要基础》
马克思、恩格斯则评论道：
多么美妙的兵营式共产主义的典范呀！在这里一切齐全：公共食堂和公共寝室，评判员和为教育、生产、消费，总之为全部社会活动规定了各种办法的办事处。而作为最高领导者来统率一切的是无名的、谁也不知道的“我们的委员会”。毫无疑问，这是道地的反权威主义。——《社会主义民主同盟和国际工人协会》

## 阐释
对兵营式共产主义的阐述以对《未来社会制度的主要基础》的分析为载体，目的是批判巴枯宁派主张。马克思和恩格斯分析了社会主义民主同盟的纲领，认为巴枯宁派所主张的无政府主义未来社会以“小资产阶级平均主义”观点为指导，其特点为“兵营式的共产主义”，这体现在其由隐秘的领导人和各种委员会领导，追求绝对的社会平等，依靠游民阶层，主张全面破坏和暴动等方面。《现代经济学论纲》称，兵营式社会主义的形成原因是“过早地消灭在历史上尚未丧失发展潜力的私有制而实行非商品关系”有观点认为，战时共产主义是兵营式共产主义的实践。
在苏联戈尔巴乔夫改革后，“兵营式共产主义”一词逐渐用来形容自斯大林上台至1980年代中期苏联的社会主义体制。1990年4月14日成立的苏联共产党古典马克思主义派系“苏共马克思主义纲领”刊登于苏共中央机关报《真理报》上的纲领草案即宣布，该派系以消除“现行的兵营式共产主义”苏共模式为目标。其时，苏联思想界另有“斯大林-勃列日涅夫主义”一词，用以形容这种体制。